# Gaius Bellicius Torquatus
Gaius Bellicius Flaccus Torquatus war ein römischer Politiker und Senator zur Zeit des Antoninus Pius. 
Torquatus stammte aus Vienna und war Sohn des Gaius Bellicius Flaccus Torquatus Tebanianus, Konsul im Jahr 124. Sein jüngerer Bruder war Gaius Bellicius Calpurnius Torquatus, Konsul im Jahr 148. Von Torquatus’ Laufbahn ist nur das Konsulat, das er im Jahr 143 bekleidete, als ordentlicher Konsul zusammen mit Herodes Atticus, sowie die Statthalterschaft von Asia (156/157), bekannt.